# Jean-Loup Hubert
Jean-Loup Hubert (Nantes, Loira Atlàntic, 4 d’octubre de 1949) és un guionista i director de cinema francès. És el pare d'Antoine Hubert, de Julien Hubert, de Pauline Hubert i de Basile Hubert.

## Biografia
Va créixer a Trentemoult, fins al 8 anys.
L'any 1981 va presentar el seu primer llargmetratge L'Année prochaine... si tout va bien que va coescriure amb Josiane Balasko i Gérard Zingg i rodada el gener de 1981a Finisterre i a París, amb els actors Isabelle Adjani i Thierry Lhermitte n els papers principals. Segons Jacques Siclier, el director es diverteix mostrant la inversió de situacions econòmiques i socials: la dona a l'oficina, l'home a casa, i la pretensió de la llibertat sexual minada per l'amor i la gelosia. Ell ridiculitza els “machos” però sembla estar al costat d'un feminisme temperat, un nou acord entre sexes, que acaba reformant el matrimoni tradicional .
A mitjans de la dècada de 1980, va treballar en la seva següent pel·lícula anomenada Sanguine, abans d'abandonar-la 15 dies abans del rodatge. Decebut, es va aïllar en una casa al camp de la seva infantesa: va tornar a Rouans, al Loira Atlàntic, on va passar les seves vacances i, evocant la seva infantesa, va començar a escriure el guió titulat Le Grand Chemin.
El 1987, va presentar la seva tercera pel·lícula Le Grand Chemin. El rodatge té lloc a Rouans, a mitjans de l'estiu de 1986, amb els actors Anémone, Richard Bohringer, Antoine Hubert i Vanessa Guedj. L'any 1988, aquesta pel·lícula va ser nomenada millor pel·lícula, millor director i millor guió al Cerimònia del Cèsar.
El 2014, l'alcaldessa de Nantes Johanna Rolland li va lliurar la medalla de la ciutat.

## Filmografia

### Com a director

#### Llargmetratges
- 1981 : L'Année prochaine... si tout va bien
- 1984 : La Smala
- 1987 : Le Grand Chemin
- 1989 : Après la guerre
- 1990 : La Reine blanche
- 1993 : Per culpa d'ella
- 1997 : Marthe
- 2004 : Trois Petites Filles

#### Curtmetratges
- 1998 : Émotions
- 1999 : Pulpeuse fiction
- 2000 : Duel
- 2010 : Avec de l'amour

### Guionista

#### Llargmetratges
- 1981 : L'Année prochaine... si tout va bien d'ell mateix
- 1984 : La Smala d'ell mateix
- 1986 : La Gitane de Philippe de Broca
- 1987 : Le Grand Chemin d'ell mateix
- 1989 : Après la guerre d'ell mateix
- 1990 : La Reine blanche d'ell mateix
- 1993 : À cause d'elle d'ell mateix
- 1997 : Marthe d'ell mateix
- 2004 : Trois Petites Filles d'ell mateix

#### Curtmetratge
- 2000 : Duel d'ell mateix

## Distincions

### Nominacions
- César 1988:[6]
  - millor pel·lícula per Le Grand Chemin
  - millor director per Jean-Loup Hubert
  - millor guió per Jean-Loup Hubert

### Homenatge
- Carnaval 2014 : medalla de la vila de Nantes[5]